# Joseph Heller
Joseph Heller (n. 1 mai 1923, Coney Island⁠(d), New York, SUA – d. 12 decembrie 1999, East Hampton⁠(d), New York, SUA) a fost un scriitor american.